# Bioregion

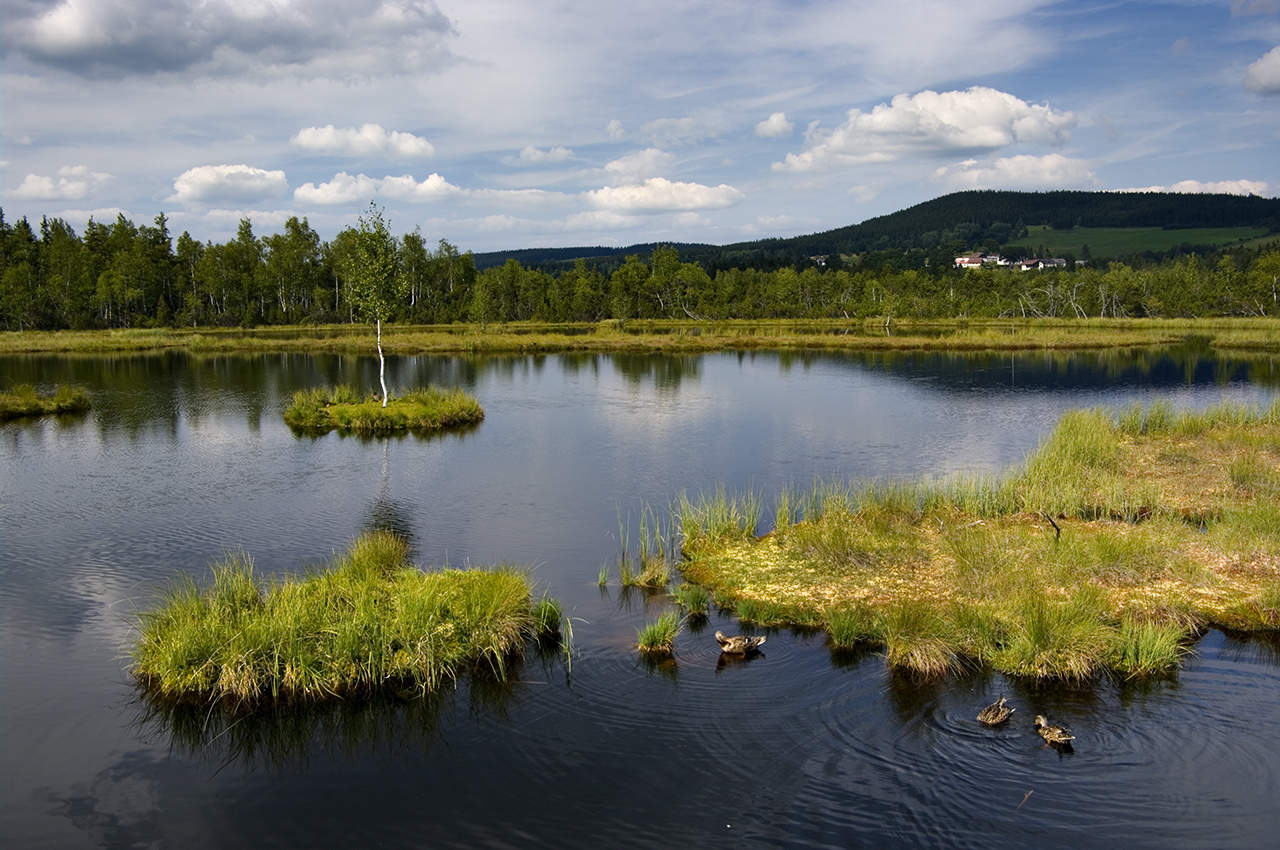
Zachovalý ráz krajiny Šumavského bioregionu (1.62)

Biogeografický region (bioregion) je individuální jednotka biogeografického členění ČR na regionální úrovni. Bioregion je charakteristický shodnou vegetační stupňovitostí. Biocenózy bioregionu jsou ovlivněny jeho polohou a mají své chorologické rysy, dané zvláštnostmi postglaciálního vývoje flóry a fauny. V rámci bioregionu se tak většinou již nevyskytují jiné rozdíly v potenciální biotě než rozdíly způsobené odlišným ekotopem. Bioregion je vnitřně heterogenní a obsahuje typickou mozaiku nižších jednotek - biochor a skupin typů geobiocénů. Zpravidla se také vyznačuje charakteristickým reliéfem, klimatem a půdním pokryvem. Bioregion je převážně jednotkou potenciální bioty, nevychází tedy z aktuálního stavu krajiny, ale má specifický typ a určitou intenzitu využití člověkem. Stručně řečeno, zahrnují zpravidla výrazně odlišné krajiny. Plocha bioregonu dosahuje přibližně 100 - 1000 km2.
Kritéria pro vymezení samostatného bioregionu:
- území má kombinaci STG a typů biochor odlišitelnou od okolí
- v území je charakteristické rozšíření typických geoelementů, migrantů a reliktů
- území v plochém reliéfu patří do stejného úmoří
- území je prostorově souvislé
- plocha musí být větší než 100 km2

Hodnocení ostrosti hranic bioregionů:
- ostré hranice - zde dochází k rychlému a výraznému přechodu charakteru jednoho bioregionu v druhý (cca v pásu 2 km širokém). Tyto hranice jsou dány především změnou podloží, tektonicky podmíněnou změnou reliéfu nebo změnou hydrických vlastností půd.
- neostré hranice - oblasti s velmi pozvolným gradientem změn mezi bioregiony (často až 10 km široké). Tato oblast jsou označována jako přechodná zóna. tyto hranice jsou dané především rozdíly v klimatu, v rozšíření bioty nebo pozvolnými změnami reliéfu.[2]

## Seznam bioregionů ČR
V ČR bylo vymezeno 91 bioregionů. Z toho 71 v rámci hercynské podprovincie, 4 v polonské podprovincii, 11 v západokarpatské podprovincii a 5 v rámci severopanonské podprovincie. Bioregiony jsou číslovány. První číslice kódu označuje podprovincii (1 – hercynská, 2 – polonská, 3 – západokarpatská, 4 – severopanonská). Druhá číslice je pořadovým číslem bioregionu v rámci podprovincie, kde byly bioregiony seřazeny v pořadí od teplé oblasti po chladnou a od západu na východ. Plocha bioregionů se pohybuje od 100 km2 (Macošský bioregion) až po necelých 2900 km2 (Plzeňský bioregion).

Bioregiony:
hercynské podprovincie
polonské podprovincie
západokarpatské podprovincie
severopanonské podprovincie

| - 1.1 Mostecký bioregion - 1.2 Řipský bioregion - 1.3 Úštěcký bioregion - 1.4 Benátecký bioregion - 1.5 Českobrodský bioregion - 1.6 Mladoboleslavský bioregion - 1.7 Polabský bioregion - 1.8 Pardubický bioregion - 1.9 Cidlinský bioregion - 1.10 Třebechovický bioregion - 1.11 Prostějovský bioregion - 1.12 Litovelský bioregion - 1.13 Doupovský bioregion - 1.14 Milešovský bioregion - 1.15 Verneřický bioregion - 1.16 Rakovnicko-Žlutický bioregion - 1.17 Džbánský bioregion - 1.18 Karlštejnský bioregion - 1.19 Křivoklátský bioregion - 1.20 Slapský bioregion - 1.21 Bechyňský bioregion - 1.22 Posázavský bioregion - 1.23 Jevišovický bioregion - 1.24 Brněnský bioregion - 1.25 Macošský bioregion - 1.26 Chebsko-Sokolovský bioregion - 1.27 Tachovský bioregion - 1.28 Plzeňský bioregion - 1.29 Blatenský bioregion - 1.30 Českobudějovický bioregion - 1.31 Třeboňský bioregion | - 1.32 Děčínský bioregion - 1.33 Kokořínský bioregion - 1.34 Ralský bioregion - 1.35 Hruboskalský bioregion - 1.36 Železnobrodský bioregion - 1.37 Podkrkonošský bioregion - 1.38 Broumovský bioregion - 1.39 Svitavský bioregion - 1.40 Branžovský bioregion - 1.41 Plánický bioregion - 1.42 Sušický bioregion - 1.43 Českokrumlovský bioregion - 1.44 Brdský bioregion - 1.45 Votický bioregion - 1.46 Pelhřomivský bioregion - 1.47 Novobystřický bioregion - 1.48 Havlíčkobrodský bioregion - 1.49 Železnohorský bioregion - 1.50 Velkomeziříčský bioregion - 1.51 Sýkořský bioregion - 1.52 Drahanský bioregion - 1.53 Šumperský bioregion - 1.54 Nízkojesenický bioregion - 1.55 Krnovský bioregion - 1.56 Žitavský bioregion - 1.57 Šluknovský bioregion - 1.58 Ašský bioregion - 1.59 Krušnohorský bioregion - 1.60 Hornoslavkovský bioregion - 1.61 Českoleský bioregion - 1.62 Šumavský bioregion | - 1.63 Novohradský bioregion - 1.64 Javořický bioregion - 1.65 Žďárský bioregion - 1.66 Lužickohorský bioregion - 1.67 Jizerskohorský bioregion - 1.68 Krkonošský bioregion - 1.69 Orlickohorský bioregion - 1.70 Jesenický bioregion - 1.71 Chrudimský bioregion - 2.1 Vidnavský bioregion - 2.2 Opavský bioregion - 2.3 Ostravský bioregion - 2.4 Pooderský bioregion - 3.1 Ždánicko-Litenčický bioregion - 3.2 Chřibský bioregion - 3.3 Hlucký bioregion - 3.4 Hranický bioregion - 3.5 Podbeskydský bioregion - 3.6 Bělokarpatský bioregion - 3.7 Zlínský bioregion - 3.8 Hostýnský bioregion - 3.9 Vsetínský bioregion - 3.10 Beskydský bioregion - 3.11 Kojetínský bioregion - 4.1 Lechovický bioregion - 4.2 Mikulovský bioregion - 4.3 Hustopečský bioregion - 4.4 Hodonínský bioregion - 4.5 Dyjsko-moravský bioregion |